# TouchFLO 3D
TouchFlo 3D is een gebruikersinterface die ontwikkeld is door HTC. Het wordt exclusief gebruikt op producten die door HTC zijn ontwikkeld, zoals op de HTC Touch Diamond, HTC Touch HD en de HTC Touch Diamond2.

## Basiselementen

### Vandaag-scherm
Het Vandaag-scherm (Engels: Today) bevat wanneer TouchFlo 3D is ingeschakeld diverse tabbladen. Met behulp van de vinger of stylus kunnen de verschillende tabbladen bekeken worden.
TouchFlo 3D bevat de volgende tabbladen:
- Home (Thuis) - datum en tijd, gemiste oproepen en afspraken.
- People (Mensen) - afbeeldingen van contactpersonen.
- Messages (Berichten) - ontvangen tekstberichten (sms en mms).
- Mail (Post) - ontvangen e-mailberichten.
- Internet - bevat een link naar Opera Mobile en een ingebouwde YouTube-applicatie. Opera Mobile is de webbrowser die HTC bij haar producten levert.
- Stock (Grafiek) - grafieken (alleen voor HTC Touch HD).
- Photos and Videos (Foto's en video's) - afbeeldingen en filmpjes weergeven, alsook een camera-icoon om foto's en video's te maken.
- Music (Muziek) - muziek die op de smartphone staat.

De opvolger van TouchFLO is de verbeterde variant HTC Sense.

## Ontstaan
TouchFLO 3D werd het eerst meegeleverd in 2008 met de HTC Touch Diamond. Later ontving de HTC Touch Diamond diverse updates die ervoor zorgden dat TouchFLO 3D sneller ging draaien. Door de vele animaties neemt TouchFLO 3D veel geheugen in beslag.